# Unter Freunden (Erzählungen)
Unter Freunden (hebräischer Originaltitel: בין חברים) ist ein Erzählungsband des israelischen Schriftstellers Amos Oz, der im Jahr 2012 veröffentlicht wurde. In lose miteinander verknüpften Erzählungen berichtet Oz von den Bewohnern eines fiktiven israelischen Kibbuz. Die deutsche Übersetzung von Mirjam Pressler erschien 2013 im Suhrkamp Verlag.

## Inhalt

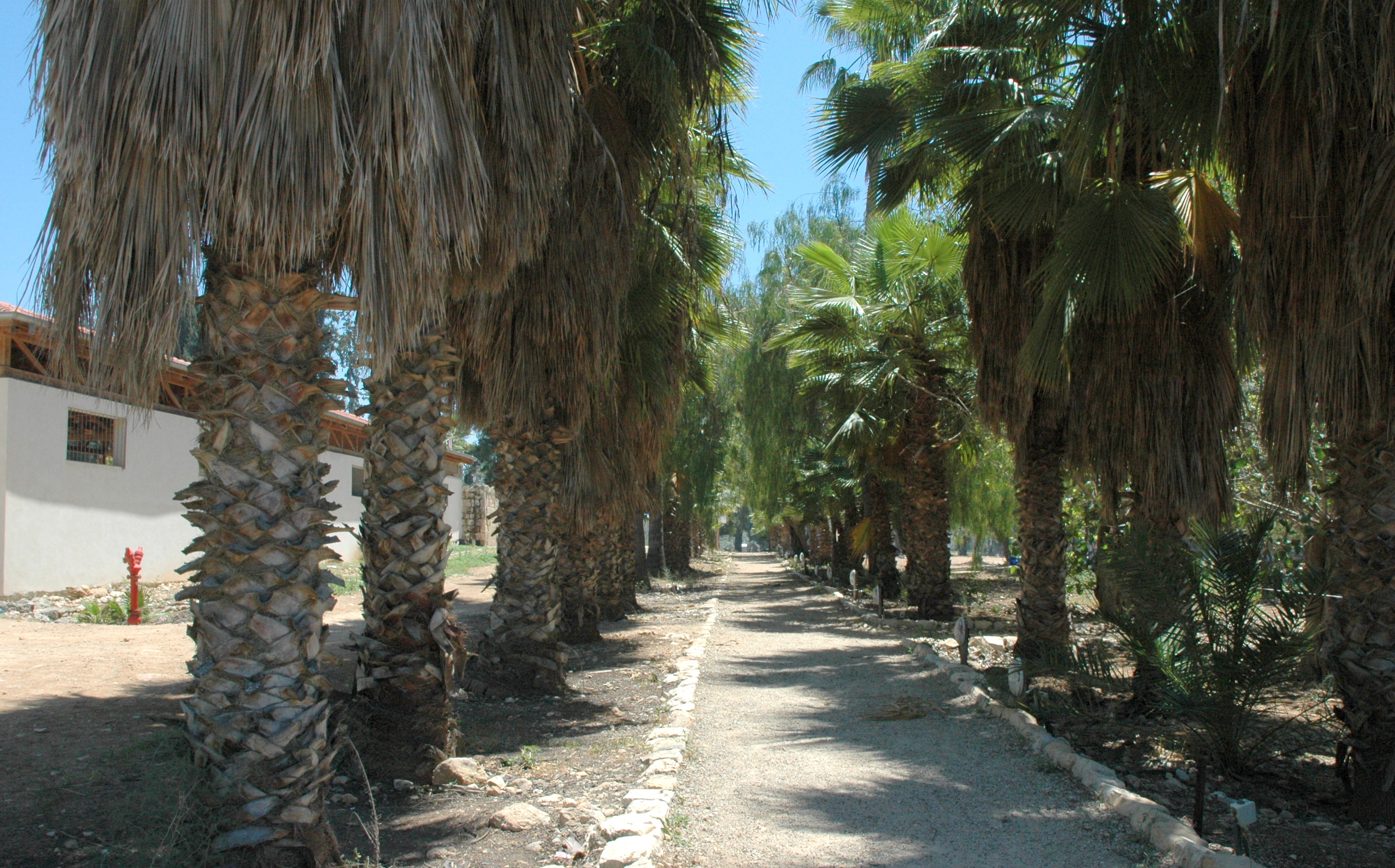
Palmengesäumter Weg im Kibbuz Chulda, in dem Amos Oz lange Jahre lebte

Der König von Norwegen: Zvi Provisor ist der alleinstehende Gärtner des Kibbuz Jikhat. Seine Passion sind schlechte Nachrichten aus der Weltgeschichte, die er im Kibbuz weiterverbreitet, so dass man ihn hinter seinem Rücken „Todesengel“ nennt. Einmal kommt ihm ein anderer Mensch nahe, die Witwe Luna Blank, die angerührt von seiner Feinfühligkeit für fremdes Leiden ist, doch Zvi erträgt ihre Berührungen nicht und weist sie ab. Luna verlässt das Kibbuz und zieht nach Amerika. Zvi bleibt zurück, gießt ihre Blumen und verkündet den Krebstod des norwegischen Königs.
Zwei Frauen: Von einem Tag auf den anderen verlässt der Klempner Boas seine Frau Osnat, um mit der geschiedenen Ariela Barasch zusammenzuleben. Osnat nimmt die Trennung hin und versorgt ihre Nachfolgerin in einer kurzen Notiz mit Ratschlägen zur Ernährung ihres Mannes. Doch als Ariela ihr daraufhin in einem langen Brief ihr Herz ausschüttet, ihre widerstrebenden Gefühle Boas gegenüber gesteht und eine Freundschaft anregt, antwortet sie der anderen Frau nicht.
Unter Freunden: Der Elektriker Nachum Ascharow leidet darunter, dass seine Tochter Edna mit gerade einmal siebzehn Jahren eine Beziehung zum wesentlich älteren Lehrer David Dagan eingeht, die im ganzen Kibbuz zum Gesprächsstoff wird. Doch als Nachum intervenieren will, erkennt er, dass er zu schwach ist, um Ednas Liebe und Davids Autorität etwas entgegensetzen zu können.
Vater: Der sechzehnjährige Mosche Jaschar wurde nach dem Tod seines Onkels vom Ministerium ins Kibbuz verschickt. Er fühlt sich fremd unter den anderen Schülern, insbesondere deren selbstverständlicher Umgang mit Mädchen ist dem schüchternen Jungen wesensfremd. Regelmäßig verlässt er das Kibbuz, um seinen demenzkranken Vater im Krankenhaus zu besuchen, der ihn kaum mehr wiedererkennt. Die Heimkehr ins Kibbuz fällt ihm schwer.
Ein kleiner Junge: Roni Schindlin, ein über alles und jeden lästernder Spötter, wird weich, wenn es um seinen fünfjährigen Sohn Juval geht. Heimlich und gegen die strengen Erziehungsmaximen des Kibbuz verwöhnt er den Jungen, der im Kinderhaus schlafen muss, wo er allnächtlich schikaniert wird. In Abwesenheit seiner Frau Lea platzt Roni der Kragen, und er rächt seinen Sohn, indem er ein anderes Kind schlägt. Eine Nacht verbringen Vater und Sohn gegen alle Regeln gemeinsam. Doch als Lea heimkehrt, schickt sie den Jungen wieder ins Kinderhaus, und Roni fügt sich ihr, wie er sich immer fügt.
In der Nacht: Joav Karni, der Sekretär des Kibbuz, ist für den nächtlichen Wachdienst eingeteilt. Auf seiner Patrouille begegnet er Nina Sirota, die es nicht bei ihrem Mann Avner aushält, und bringt sie über Nacht im Sekretariat unter. Als sie dabei von der Nachtwache Zippora beobachtet werden, wird dem Sekretär sogleich eine Affäre angedichtet. Tatsächlich war Joav als Schüler in Nina verliebt gewesen, und er kämpft lange gegen sein Begehren an, sie in dieser Nacht noch einmal aufzusuchen.
Deir Adschlun: Der junge Jotam Kalisch hält es im Kibbuz nicht mehr aus. Unbestimmte Sehnsüchte, die ihn vor allem in den Ruinen des verlassenen Dorfes Deir Adschlun überkommen, treiben ihn hinaus in die Welt. Eine günstige Gelegenheit tut sich auf, als sein Onkel Arthur ein Maschinenbaustudium in Mailand finanzieren will. Doch die Gemeinschaft im Kibbuz hat dem Onkel seine Abtrünnigkeit nie verziehen und sperrt sich gegen jede Bevorzugung eines Einzelnen. Jotam ringt mit sich, ob er den Mut aufbringen wird, den Kibbuz trotz der Ablehnung seines Antrags zu verlassen.
Esperanto: Martin van den Bergh, der Schuster des Kibbuz, ist todkrank. Seine Nachbarin Osnat kümmert sich rührend um ihn, während die Kibbuzgemeinschaft ihm nahelegt, in den Ruhestand zu treten. Doch der idealistische Martin kann sich ein Leben ohne Arbeit nicht vorstellen. Noch in seinen letzten Tagen gründet er eine Esperanto-Gruppe im Kibbuz. Mit einer gemeinsamen Sprache, so hofft der gebürtige Niederländer, ließen sich alle Probleme zwischen den Menschen ausräumen. Als er stirbt, geben ihm die Weggefährten im Kibbuz das letzte Geleit. Als Letzte bleibt Osnat am Grab zurück und wünscht sich, sie könnte einige Worte Esperanto zu dem Toten sprechen.

## Hintergrund

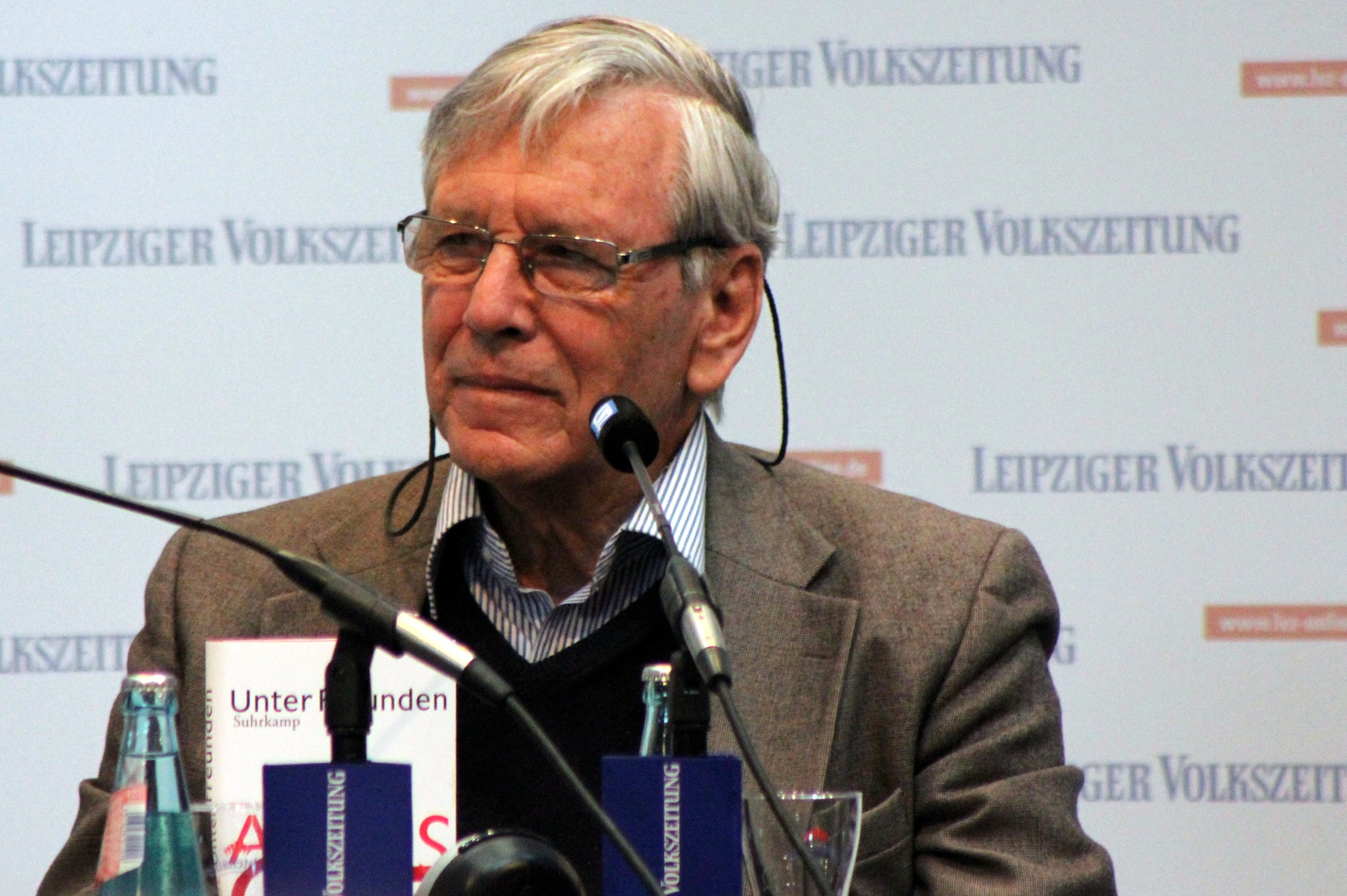
Amos Oz mit der Buchausgabe von Unter Freunden auf der Leipziger Buchmesse 2013

In einem Interview formulierte Amos Oz: „Vor über hundert Jahren beschlossen einige tausend junge Juden aus Osteuropa auszuwandern […] und zwischen Jordan und Mittelmeer Kommunen zu errichten.“ Mit großen Ambitionen wollten sie Politik, soziale Klassen und in letzter Konsequenz den Menschen verändern. „Geld wurde aus dem Kibbuz verbannt […]. Alles wurde geteilt, gleichwertig sollten alle Arbeiten sein. Brüderlich wollten sie das Land bearbeiten. Aber sie scheiterten an der größten Utopie, am Ziel, den Menschen umzukrempeln. Sie scheiterten an der menschlichen Natur.“ Die Geschichten in Unter Freunden spielen in den späten 1950er Jahren, in einer Periode, als die Kibbuzbewegung etabliert war und es zugleich zur ersten Aufweichung der strengen Idealen der Anfangszeit kam.
Amos Oz lebte selbst lange Jahre im Kibbuz. Aufgewachsen im Jerusalemer Einwandererviertel Kerem Avraham verließ er 1954 mit gerade einmal 15 Jahren seine Familie und zog in den Kibbuz Chulda. Hier legte er seinen Geburtsnamen „Klausner“ ab und nannte sich fortan „Oz“, das hebräische Wort für „Kraft“ und „Stärke“. Hierhin kehrte er 1963 nach Wehrdienst und einem Studium in Jerusalem wieder zurück und verließ erst Mitte der 1980er Jahre den Kibbuz, um nach Arad zu ziehen. Rückblickend beschrieb er: „Ich wollte wie sie sein, um nicht wie mein Vater zu sein und nicht wie meine Mutter und nicht wie all die trostlosen gelehrten Flüchtlinge, die das jüdische Jerusalem bevölkerten.“ 1982 verarbeitete Oz seine Kibbuz-Erfahrungen erstmals im Roman Der perfekte Frieden. Zu Unter Freunden erklärte er: „Ich schreibe über die Außenseiter, die Einsamen. Das Glück braucht mich nicht, um über es Geschichten zu erzählen.“
In seinem autobiografischen Roman Eine Geschichte von Liebe und Finsternis beschrieb Amos Oz den Erzählungsband Winesburg, Ohio des amerikanischen Schriftstellers Sherwood Anderson als seine literarische Erweckung: eine „Folge von Geschichten und Episoden, bei der sich eine aus der anderen entwickelt und die hauptsächlich dadurch verbunden sind, dass sie alle in ein und derselben entlegenen, armseligen, gottverlassenen Kleinstadt spielen.“ Dasselbe Konstruktionsprinzip hat er fast 100 Jahre später in Unter Freunden angewendet. Amos Oz selbst nannte das Buch einen „Roman in Erzählungen“. Bereits 2009 hatte Oz auf ähnliche Weise in Geschichten aus Tel Ilan mittels locker miteinander verbundener Dorfgeschichten einen Mikrokosmos der israelischen Gesellschaft entworfen. Catarina von Wedemeyer führt den Wechsel von Haupt- und Nebenfiguren gar auf Balzac zurück.

## Rezeption
Amos Oz erzählt in Unter Freunden laut Felicitas von Lovenberg „scheinbar einfache Geschichten von scheinbar einfachen Menschen in einer scheinbar schlichten Sprache“. Doch es entstehe die „Würde und Einfachheit großer Kunst“. Meike Feßmann entdeckt in den Erzählungen mit „Liebe, Tod, Verlangen, Anstand, Güte, Sehnsucht, Einsamkeit“ zentrale Themen des menschlichen Lebens, die Oz in einer „beinahe altmodischen Zurückhaltung“ behandelt. Der Band sei „ein großes Werk, ruhig, beharrlich, kraftvoll, anrührend“. Jochanan Shelliem urteilt: „Mit diesem Kammerspiel voller Trauer, Verlust und Tod ist Amos Oz ein Meisterwerk gelungen, dessen Kürze einem den Atem raubt und dessen verdrückte Träume einen traurig machen.“ Janina Fleischer findet „diese berührenden, durchaus auch komischen Geschichten vom Menschen außergewöhnlich schön.“
Für Catarina von Wedemeyer erzählt Oz „nichts und alles“ von Menschen, die sich alle nur fast berühren. Dabei wollte der Autor „weder mit dem Kibbuzleben abrechnen noch es nostalgisch verklären“. Vielmehr dient der Kibbuz laut Hans-Dieter Fronz als „Spiegel der Gesellschaft“ und „Bühne des Menschlich-Allzumenschlichen“. Und er urteilt: „man muss in der Gegenwartsliteratur schon einen Autor suchen, der mit gleicher Meisterschaft in wenigen Strichen lebendige Gestalten vor uns hinzustellen vermag.“ „Verzicht, Verlangen, Liebe, Einsamkeit und der Schmerz“ benennt Carsten Hueck die Themen der Erzählungen, die man überall wiederfinden könnte, die jedoch in Oz’ fiktivem Kibbuz „wie unter einem Brennglas sichtbar“ werden. Durch das Buch ziehe sich zudem „die Trauer über eine aufgegebene Utopie, das altersweise Einsehen in die Bedingtheit der Menschen“.

## Ausgaben
- Amos Oz: Unter Freunden. Aus dem Hebräischen von Mirjam Pressler. Suhrkamp, Berlin 2013, ISBN 978-3-518-42364-6.
- Amos Oz: Unter Freunden. Ungekürzte Lesung von Christian Brückner. Parlando, Berlin 2013, ISBN 978-3-941004-43-6.